# ソティリオス・パパギアンノプロス
ソティリオス・パパギアンノプロス（Sotirios Papagiannopoulos、1990年9月5日 - ）は、スウェーデン・ストックホルム出身のサッカー選手。AIK所属。ポジションはディフェンダー。

## クラブ経歴
2008年9月20日、当時ヴェスビー・ユナイテッドに所属していたパパギアンノプロスは、この日のスーペルエッタンのエンゲルホルムFF戦でプロデビューを果たした。その後、スウェーデン国内のクラブを転々とし、2014シーズンにはヴェスビー・ユナイテッドでリーグ戦28試合に出場し、1ゴールを挙げた。
2014年12月9日、ギリシャ・スーパーリーグのPAOK FCと2年半契約を結んだ。
2015年8月7日、母国スウェーデンのエステルスンドFKに復帰した。
2018年5月27日、FCコペンハーゲンにフリーで移籍し、4年契約を交わした。

## 代表経歴
2018年1月7日、エストニア代表との親善試合でスウェーデン代表デビューを果たした。